# Heinrich Schulz-Beuthen
Heinrich Schulz-Beuthen (Beuthen, 1838. június 19. – Drezda, 1915. március 12.) német zeneszerző.
Eredeti vezetékneve simán Schulz volt, de mivel sok ilyen nevű ember volt, hozzátette szülővárosa, a sziléziai Beuthen nevét is.